# Jean-Claude Derudder
Jean-Claude Derudder, né le 7 septembre 1943 à Quiévrain (province de Hainaut), est un comédien belge, homme de radio, de télévision, de cinéma, scénariste de bande dessinée, illustrateur, peintre et enseignant en arts plastiques.

## Biographie
Jean-Claude Derudder naît le 7 septembre 1943 à Quiévrain dans la province du Hainaut. Il est fondateur avec Yves Vasseur du Kloak Group Théâtre en 1971. Puis en 1980, il fonde avec d’autres artistes : Barbara Bua, Patrick Descamps et Michel Jamsin, le Collectif théâtral de la maison de la culture de Mons, qu'il dirige. Il écrit L'Important dans la vie n'est pas de vaincre mais de participer pour Antonio Cossu, un court récit de bande dessinée, publié dans Métal hurlant no 66 de janvier 1981 et publié dans l'album No man's land dans la collection « Pied Jaloux » aux Humanoïdes associés qui contient également un autre court récit de Boskovich écrit en collaboration avec Louis Savary. Puis, toujours pour le même dessinateur, il scénarise Sang anesthésie, un des premiers albums d'Antonio Cossu, dans la collection « Noir sur blanc » édité en 1982 par Michel Deligne. Il délaisse alors la bande dessinée et revient au théâtre, il adapte notamment en 1990 les lettres de Vincent van Gogh à son frère Théo,, un spectacle qui attire trois fois plus de monde que prévu à Boussu en 1993. En 1995, Derudder devient le premier lauréat du prix des arts de la scène (Hainaut). Tandis que, l'année suivante, il reçoit le prix Bologne-Lemaire du Wallon de l’Année 1996 par l'Institut Jules Destrée. En mai 2015, il approfondit le sujet dans Van Gogh, 17, rue du peuple, 7033 Cuesmes,. Il participe à des spectacles en patois picard du Borinage.
Le site La Bellone nous apprend que Derudder a participé à 63 spectacles comme auteur, metteur en scène, interprète, concepteur, adaptateur, scénographe jusqu'en 2018. Au cinéma, Derudder est connu comme acteur pour Je pense à vous (1992), La Mort du roi fou (1989) et Lady Bar 2 (2009).
En tant que peintre, il expose des œuvres illustrant l'interdit lors de l'exposition collective aux côtés de ses anciens élèves François Vandorpe, Pierre-Jean Verhoeven, Johan Wallemacq au Centre Marius Staquet de Mouscron en 2010. Par ailleurs, Derudder se fait illustrateur du livre Le Baroud des Mohabites de Louis Savary aux nouvelles éditions Debresse en 1997.
Parallèlement, Derudder a été professeur à l'école normale de Mons en section des Arts plastiques pendant 40 ans,.

## Œuvres

### Publications

#### Pièces de théâtre
- Il treno del sole, 2006[19].
- L'Avoir sur le bout de la langue, 2010.
- Leroy se marre[20], 2013.
- Van Gogh, 17 rue du Peuple, 7033 Cuesmes, 2015.
- Lire LEAR, édition Audace, 2016[21],[22],[23].
- Les Talents d'Achille, édition Audace, 2019, 54 p. (ISBN 978-2-917453-90-2)[22].
- Le Goût de la crevette ; Lire Lear, édition Audace, 2017 (ISBN 978-2-917453-88-9)[22].
- Ego te absolvo, édition Audace, 2020.

#### Albums de bande dessinée
- Sang anesthésie[24], Éditions Michel Deligne, coll. « Noir sur blanc », Bruxelles, 1982
Scénario : Jean-Claude Derudder - Dessin : Antonio Cossu - Couleurs : noir et blanc -  (ISBN 2-203-39137-5)
- Sang anesthésie[24], Futuropolis, coll. « Hic et Nunc », Paris, février 1987
Scénario : Jean-Claude Derudder - Dessin : Antonio Cossu - Couleurs : noir et blanc -  (ISBN 2-7376-5606-0),Visuel de couverture différent.
- No man's land[5], Les Humanoïdes associés, coll. « Pied Jaloux », Paris, mai 1984
Scénario : Michel Jamsin, Louis Savary, Jean-Claude Derudder - Dessin : Antonio Cossu - Couleurs : quadrichromie -  (ISBN 2-7316-0289-9),Participation : Boskovich avec Louis Savary, Mais de participer l'important dans la vie n'est pas de gagner.

#### Illustrations
- Louis Savary et Jean-Claude Derudder (illustration), Le Baroud des Mohabites, Paris, Debresse, 1997, 92 p., ill. ; 21 cm (ISBN 9782716402439 et 2716402434, OCLC 465672684, présentation en ligne).

### Expositions
- Exposition collective avec François Vandorpe, Pierre-Jean Verhoeven, Johan Wallemacq au Centre Marius Staquet, Derudder expose des œuvres illustrant l'interdit à Mouscron en 2010[3].

### Filmographie
Sauf indication contraire, les informations mentionnées dans cette section peuvent être confirmées par la base de données cinématographiques IMDb,  présente dans la section « Liens externes ».
- 1989 : La Mort du roi fou, de Guy Lejeune court métrage[25]
- 1992 : Je pense à vous des frères Dardenne[26]
- 1995 : La Bande à Simon[27], de Quentin Van de Velde, court-métrage, RTBF-CLAV, (25 min 15 s)[28]
- 1996 : Moreau, documentaire de Michel Jakar[29]
- 1997 : Double 7 de Claire Fiévez
- 2000 : 
  - Autour de La Fontaine
  - Le Cycle [30], court-métrage de Christine Delmotte
- 2001 : Le Violon brisé, d'Alain Schwartzstein téléfilm[31]
- 2006 : Portrait d'un romancier noir, de Jacques Duez
- 2009 : Lady Bar 2 Sun of Thaïland de Xavier Durringer[32].
- 2018 : Marcel Moreau : Se dépasser pour s'atteindre, documentaire de Stefan Thibeau, 2018[33],[34].

### Discographie
- Caussimon* – En Trois Mots, Kloak[16].

## Prix et distinctions
- 1995 :  prix des arts de la scène décerné par la Province de Hainaut[10] ;
- 1996 :  prix Bologne-Lemaire du Wallon de l’Année 1996[10].

#### Livres
: document utilisé comme source pour la rédaction de cet article.
- Le livre des 20 ans du Théâtre de l'Éveil, Mons, Théâtre de l'Éveil, 2007, 163 p., PDF (lire en ligne), p. 68, 84, 159, 160.
- Philippe Mellot, Michel Denni, Laurent Turpin et Isabelle Morzadec, Trésors de la bande dessinée : BDM 2022-2023 - Catalogue encyclopédique et Argus, Paris, Les Arènes, novembre 2022, 23e éd., 1677 p., ill. ; 23 cm (ISBN 9791037507280, OCLC 1351462460, présentation en ligne), p. 1116. .

#### Documentaires
- Mères belles à agitées de Jean-Claude Derudder et Stefan Thibeau sur Vimeo, 1 h 29 min, 16 décembre 2014.

#### Articles
- Rédacteur institutionnel, « 31 fiches trouvées pour Jean-Claude Derudder [BE] », Archives et Musée de la littérature (consulté le 20 janvier 2023).

### Émissions de télévision
- Tea Time, présentation Géraldine Rutsaert, émission du 8 mars 2017, sur Télé MB, (26 min 32 s).